# 4369 Seifert
4369 Seifert је астероид главног астероидног појаса чија средња удаљеност од Сунца износи 2,610 астрономских јединица (АЈ).
Апсолутна магнитуда астероида је 11,9.